# 雅伊羅·森比里奧
雅伊羅·森比里奧（西班牙語：Jairo Samperio；1993年7月11日—）是一位西班牙足球運動員。在場上的位置是右側鋒。現效力於匈牙利足球乙级联赛球隊布達佩斯捍衛者。他也曾效力於塞維利亞足球俱樂部。